# Долина Гармахіс
Долина Гармахіс (англ. Harmakhis Vallis) — долина біля рівнини Еллада на Марсі. Як і долина Дао, Harmakhis Vallis є прикладом каналів відтоку, утворених унаслідок повеней під час неймовірної розтані на планеті. Названо 1979 року давньоєгипетським словом «Марс».

Долині Гармахіс притаманні яри, які, на думку науковців, указують на те, що колись каналом текла рідина в невеликій кількості.

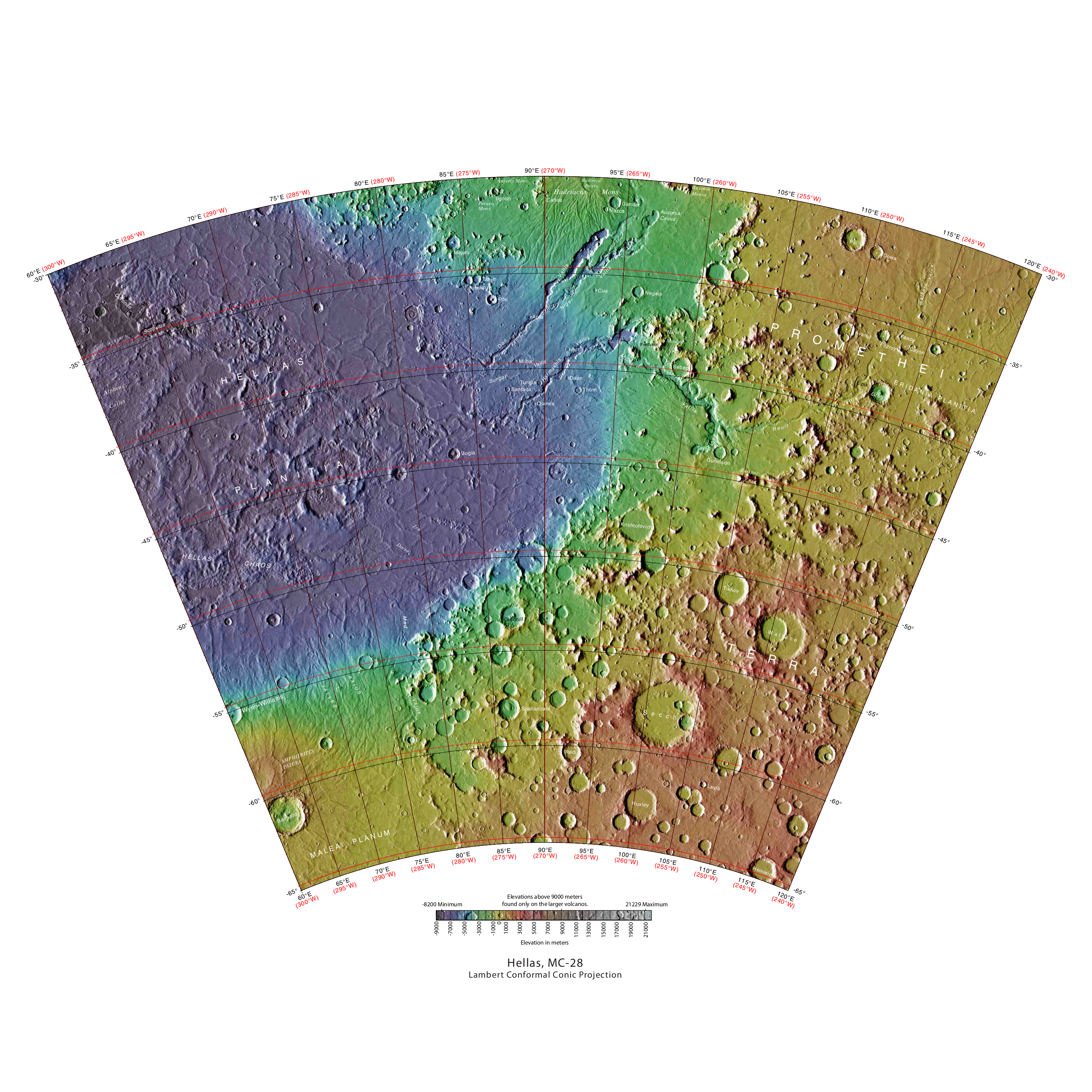
Топографічна мапа квадранглу Hellas